# Rocznik Rychezy
Rocznik Rychezy – zaginiony średniowieczny polski rocznik z XI–XIII wieku.
Rocznik Rychezy był kontynuacją niemieckiego Rocznika kolońskiego, stanowiącego kompilację Rocznika z Reichenau (augijskiego) i dawniejszego kolońskiego. Spisany na tablicy paschalnej trafił do Polski wraz z wyposażeniem Rychezy, poślubionej w 1013 przez Mieszka II. Rocznik prowadzono od 1013 w Gnieźnie lub Krakowie, gdzie Mieszko mógł rezydować w wydzielonej sobie dzielnicy. W roczniki odnotowywano głównie wydarzenia dynastyczne. Znalazły się tam m.in. zapiski o narodzinach syna Kazimierza w 1016 i oddaniu go do szkoły w 1026. Prawdopodobnie około 1032 dodane zostały do niego zapiski z Rocznika Jordana, pierwszego polskiego rocznika, dzięki czemu zachowały się. Po 1031, po ucieczce Mieszka z kraju, Rycheza udała się wraz z synami na wygnanie do Niemiec, zabierając ze sobą rocznik. 
Rocznik powrócił do Polski około 1039 razem Kazimierzem Odnowicielem i znalazł się w nowej stolicy – Krakowie, gdzie był kontynuowany i poszerzany. Być może w jego redagowaniu miał udział biskup krakowski Lambert II Suła. Z czasem rocznik zatracił dworski charakter, a zapiski dotyczące dostojników kościelnych stały się coraz liczniejsze. Przypuszczalnie pod koniec XII w. przekształcił się w dzieło kapituły i prowadzony był do 1266. Rocznik Rychezy nie zachował się do współczesnych czasów, jednak jeszcze w XII w. stał się podstawą przeróbek i nowych redakcji. Wykorzystany został przy tworzeniu Kroniki Galla Anonima, Rocznika świętokrzyskiego dawnego i Rocznika kapituły krakowskiej, jego wpływy stwierdzono też w Roczniku kapitulnym poznańskim i Roczniku lubińskim. Z tego powodu uważany jest za podstawę i źródło średniowiecznej polskiej annalistyki.